# Colegio Militar (club de fútbol de La Paz)
El Col Mil fue un club de fútbol ya desaparecido de Bolivia, de la ciudad de La Paz. Fue fundado en 1911 y desapareció a principios de los años 20 del siglo XX.

## Historia
En los albores de la creación de la La Paz Foot-ball Association en 1911 surgió del seno de la Academia Militar que el Ejército de Bolivia tiene en la ciudad de La Paz un potente equipo de fútbol que se consolidó durante los primeros años del Torneo de La Paz.
En 1914 ya, en el primer torneo organizado por la LPFA se ubica en el 2º lugar por detrás del que se convirtió en su máximo rival, el Club The Strongest.
En 1915 logra hacerse con el título de Campeón del 2º Torneo de la LPFA, mientas que The Strongest queda segundo, consolidándose así uno de las primeras grandes rivalidades del fútbol paceño. 
La influencia de esta institución era ya tan grande que la LPFA le cede la potestad para organizar el Torneo de Copa ese mismo año de 1915 en los predios deportivos de su propiedad. El Torneo se denomina Copa Asociación y es ganado por The Strongest, quedando Col Mil en segundo lugar, lo que enerva más si cabe la rivalidad entre estos dos equipos, pues se había puesto en disputa el Trofeo Buque Quinteros, una obra de arte que sería dada como premio en propiedad a aquel equipo que fuese capaz de obtener tres títulos consecutivos o cinco no consecutivos. Finalmente The Strongest se haría con este premio al ganar además de la Copa de 1915, los dos Torneos disputados en 1916.
Se dice que para entonces, la ciudad de La Paz estaba dividida en dos bandos bien identificados. Los gualdinegros de The Strongest o los que eran del Col Mil. Cuando Col Mil jugaba, lo hacía flanqueado a los lados de su campo, por jinetes de caballería montados sobre sus caballos, con la intención de intimidar al rival, además de mantener el orden, pues era muy común que en aquella época, los partidos terminaran en trifulcas de grandes proporciones, donde intervenían jugadores e hinchas.
En 1918, la LPFA tiene un serio contratiempo al no poder extender el contrato por el que tenía la potestad de usa el Campo de la Avenida Arce para sus torneos, por lo que se decide suspender estos hasta encontrar un nuevo espacio. El Col Mil en este periodo desaparece, aunque en 1921 se lo nombra como parte de los equipos que estaban dispuestos a reanudar el Torneo, en 1922 cuando finalmente lo hace, Col Mil ya no figura más en los registros de la LPFA.
Sin embargo, en años posteriores el Colegio Militar siguió aportando con jugadores excelentes al fútbol paceño y boliviano. Es así que en 1930 un grupo de jugadores de The Strongest es conocido como Los Tigres del Col Mil, pues todos ellos se habían formado en la institución castrense. Estos eran el Teniente Rosendo Bullaín, el Capitán José Toro, el Capitán Víctor Hugo Estrada entre otros y que luego fueron héroes durante la Guerra del Chaco entre 1932 y 1935.

## Uniforme
- Uniforme titular: Camiseta a rayas blancas y negras, pantalón negro, medias negras.
- Uniforme alternativo: Camiseta negra, pantalón negro, medias negras.

## Datos del club
- Temporadas en Torneo de 1ª división de la LPFA: 5
- Mejor puesto en el torneo de la LPFA: 1º (1915), 2º (1914, 1915).

## Palmarés
- Oficial

Torneo de La Paz Foot Ball Asociation (2): 1915